# Derzena
Derzena (em grego: Δερζηνή; Derzēnḗ; em armênio: Դերջան, Derǰan), segundo a Geografia de Ananias de Siracena (século VII), foi um cantão (gavar) da província (ascar) de Alta Armênia, no Reino da Armênia.

## Nome
Esse nome talvez tenha se originado dos drilas citados pelos autores clássicos. A grafia Derzena (em grego: Δερζηνή; Derzēnḗ) é a forma corrigida do topônimo, surgido a partir do armênio Derzã (em armênio: Դերջան, Derǰan), mas que foi registrado como Derxena (Δερξηνή, Derxēnḗ) por Plínio, o Velho. Estrabão a chamou de Xerxena (Ξερξηνή, Xerxēnḗ), com provável alusão errônea ao xainxá aquemênida Xerxes I (r. 486–465 a.C.). Em Agatângelo, a região é chamada Zeranitom (Ζερανιτων, Zeranitōn), enquanto ocorre como Terzã (Τερτζάν, Tertzán) em outras fontes bizantinas.

## Geografia
Derzena compreendia uma área de 2 575 quilômetros quadrados e estava centrada na cidade-fortaleza de Derzena (atual Terjane). Se distribuída no curso superior do Eufrates, de Erzurum para o leste. Seu território era essencialmente plano e englobava as planície de Derzena e planície de Ascale. O clima é árido, mas a região tem grandes reservas de água para irrigação artificial.

## História
De acordo com Xenofonte, vastas porções da Alta Armênia foram ocupadas pelas tribos dos cálibes (cáldios) e mossínecos. No reinado do rei orôntida Zariadres (r. 200–188/63), o Reino de Sofena se expandiu para Acilisena e possivelmente também Carenitis (por volta da atual Erzurum) e Derzena․ Tempos depois, Derzena foi um dos cantões (gavares) da província (ascar) de Alta Armênia, no Reino da Armênia.
Derzena abrigava o principal santuário do deus Mir em Basgidáriza (atual Chadercaia, na província de Erzinjane). A leste de Basgidáriza estava situada a vila de Caltoiarriche (Xałtoy aṙič), cujo nome está etimologicamente associado ao do deus Haldi, a quem devia ter um templo dedicado. No processo de cristianização da Armênia, Gregório, o Iluminador desmantelou os principais templos pagãos do reino, incluindo os de Derzena, que foi concedida a ele e seus familiares como parte da propriedade da Igreja. No tempo da Paz de Acilisena de 387, foi um dos territórios mantidos no "reino" deixado sob controle de Ársaces III (r. 378–390). Com a eventual dissolução do reino de Ársaces III em 390, em decorrência de seu falecimento, Derzena foi incluída na província de Armênia Interior.
Desde 439, faria parte dos domínios da família Mamicônio, uma das casas nobres (nacarares) da Armênia, a partir da união matrimonial dos mamicônidas e gregóridas (descendentes de Gregório, o Iluminador). Em 528, com a reorganização das províncias armênias do Império Bizantino sob Justiniano I (r. 527–565), fez parte da Armênia Magna até sua eventual transferência, em 536, à Armênia Prima, que compreendia toda a Armênia Interior e antigos territórios da Armênia Prima original. Nessa reorganização, Justiniano aboliu o principado mamicônida local, e os Mamicônios devem ter migrado à Armênia sassânida. Essa província manteria tal nome até o final do reinado de Heráclio (r. 610–641).
Desde o século XVI, Derzena foi incorporada no eialete de Erzurum do Império Otomano. No final do século XIX, com a criação do vilaiete de Erzurum, tornar-se-ia um caza (distrito) do sanjaco de Erzerum. No início do século XX, tinha mais de 230 vilas e aldeias e sua população armênia atingiu cerca de 10 mil pessoas. Os locais estavam envolvidos na agricultura, na qual notabilizaram-se por seu trigo, e na criação de gado. No genocídio armênio de 1915, sua população armênia foi completamente deportada e a maioria dela morreu em trânsito. Registra-se que havia um mosteiro dedicado a São Teodoro (Surb Toros) na região.